# فيلايونغا دي تير
بلدية فيلايونغا دي تير (بالإسبانية: Vilallonga de Ter) هي بلدية تقع في مقاطعة جرندة التابعة لمنطقة كتالونيا شمال شرق إسبانيا.

## الديموغرافيا
بلغ عدد سكان بلدية فيلايونغا دي تير 476 نسمة عام 2011 (وفقاً للمعهد الوطني الإسباني للإحصاء).
| 416 | 427 | 432 | 437 | 459 | 478 | 476 |